# Premis Ondas 1957
Els Premis Ondas 1957 van ser la quarta edició dels Premis Ondas, atorgades el 1957. En aquesta edició es diferencien dins de la categoria de Premis Nacionals en ràdio i televisió. El jurat era format, entre d'altres, per Aurora Bautista, Ramon Barbat, Manuel Tarín Iglesias i Torcuato Luca de Tena.

## Nacionals de ràdio
- Millor locutor: Ángel de Echenique - Radio Intercontinental Madrid.
- Millor actriu: Juanita Ginzo - Radio Madrid.
- Millor actor: Juan Manuel Soriano - RNE Barcelona.
- Millor guionista: Juan Monje - Radio Bilbao.
- Millor director de Programes: Armando Blanch - Radio Barcelona.
- Millor labor benèfica: Conchita Orts - Radio València.
- Millor labor musical: Enrique Franco - RNE Madrid.
- Millor labor esportiva: Enrique Mariñas - RNE La Corunya.
- Millor labor Religiosa: Marcelino Olaechea Loizaga, Arquebisbe de València - Emisoras Levantinas.

## Nacionals de televisió
- Millor locutora: Laura Valenzuela - TVE[2]

## Internacionals de ràdio
- Millor locutora: Janine Lambotte - Radio TV Belga-Brussel·les (Bèlgica)
- Millor locutor: Mike Bongiorno - RAI Roma (Itàlia)
- Millor labor musical: Jean Antonine - Ràdio Montecarlo-Mònaco (Mònaco)
- Millor labor dramàtica: Pierre Bellemare - Ràdio Europe 1 París (Sarre)